# Brandt (Dakota del Sur)
Brandt es un pueblo ubicado en el condado de Deuel en el estado estadounidense de Dakota del Sur. En el Censo de 2010 tenía una población de 107 habitantes y una densidad poblacional de 32,71 personas por km².

## Geografía
Brandt se encuentra ubicado en las coordenadas 44°40′1″N 96°37′31″O / 44.66694, -96.62528. Según la Oficina del Censo de los Estados Unidos, Brandt tiene una superficie total de 3.27 km², de la cual 3.27 km² corresponden a tierra firme y (0%) 0 km² es agua.

## Demografía
Según el censo de 2010, había 107 personas residiendo en Brandt. La densidad de población era de 32,71 hab./km². De los 107 habitantes, Brandt estaba compuesto por el 96.26% blancos, el 0% eran afroamericanos, el 0% eran amerindios, el 0% eran asiáticos, el 0% eran isleños del Pacífico, el 0.93% eran de otras razas y el 2.8% pertenecían a dos o más razas. Del total de la población el 3.74% eran hispanos o latinos de cualquier raza.